# Михаило Ненадовић
Михаило Ненадовић (Зуце, 20. август 1876 — Париз, фебруар 1934) био је српски артиљеријски бригадни генерал.
1896. године, као питомац, похађао је 29. класу Ниже и 13. класу Више школе, Војне Академије. Од 1907. до 1908. године налазио се на стажу у Француској (30. артиљеријски пук и Орлеану). Поред матерњег језика, течно је говорио: француски, чешки и пољски. Током целог живота, био је активан у вршењу војне службе.

## Детињство и породица
Рођен је у Зуцу, испод Авале. Родитељи су били сељани, који су се бавили пољопривредом и имали су осморо деце, пет синова и три кћери. У тим тешким материјалним условима, успео је да заврши гимназију у Београду. 1896. године уписује Војну Академију, где је наставио, успешно да се војно образује. Био је ожењен Даринком Кукић, у чијој породичној гробници је и сахрањен, а споменик се налази на Новом гробљу, у Београду. Имали су сина Миливоја.

## Војно и дипломатско ангажовање
Обављао је многе војне и дипломатске дужности: водник у другом дивизиону Шумадијског артиљеријсок пука, командир седмог пука прве батерије Моравског артиљеријског пука, ордонанс краља, класни старешина Ниже школе Војне Академије. У Балканским ратовима у периоду од 1912. до 1913. године, био је на дужностима: ордонанс краља; командант места у Куманову 1912. и у Прилепу почетком 1913. године, а од јуна.1913. командир осме батерије Моравског артиљеријског пука.
Тешко је рањен на Грленским висовима, заједно са официром Симом Комненовићем, приликом борбе, са бугарским војним снагама, 16.07.1913. У Првом светском рату био је командир прве батерије Моравског дивизиона другог позива. Поново је тешко рањен 29. 08. 1914. године на Мачковом камену. Децембра 1915. године, као тежак војни инвалид, без десне шаке, послан је у Тулон, као шеф српског Депоа. Од априла 1917. до децембра 1920. био је војни изасланик у Берну.
Решењем Министарског савета од 26. октобра 1917. одлучено је да се у децембру 1917. „Српска ратна мисија“ упути у САД, где је задатак ове делегације био, политичко и дипломатско представљање пред „Белом кућом“ и оба дома Конгреса. Шеф Мисије, био је Миленку Веснићу, а за војна питања, попут захтеване помоћи на „Солунском фронту“, наставка пружања помоћи Србији услед исцрпљености европских савезника или указивања на војну повезаност и нужност потпуног пораза Централних сила у целости, у делегацији били су задужени:  генерал Михаило Рашић, артиљеријски капетан Милан Јовичић и сам Ненадовић.
После рата је био војни изасланик у Варшави и Прагу. Од априла 1927. постаје начелник артиљерије Друге армијске области, а од маја 1930. налази се на служби, код помоћника Министарства војног и члан војног дела Делегације на конференцији о разоружању у Женеви.
Био је члан делегације Краљевине Југославије на IX, X и XI заседању Скупштине Друштва народа у Женеви, као заменик делегата. Од маја 1931. обавља послове војног изасланика у Паризу, Лондону и Мадриду а од маја.1932. је ваздухопловни поморски аташе у Француској и Великој Британији.
Између осталог, био је и повереник Краља Александра за личне послове. Унапређен је у чин поручника 1902. а генерала 01.12.1925. године.
Одликован је Орденом Карађорђеве звезде 3. и 4. реда ( два пута ).

## Смрт у Паризу
Један дневни лист у Србији, дан касније, кратким чланком, обавестио је читаоце, да је генерал, изненада преминуо у Паризу, у 2 сата и 30 минута, после поноћи. Према незваничним информацијама, умире под неразјашњеним околностима, неколико месеци пре убиства краља у Марсеју.
Једна од теорија је да су његова смрт и убиство краља повезани, односно да је убијен од стране истих, који су извршили и атентат.
Постоји и теорија о самоубиству, која донекле потврђује да је убијен, а да је покушано, да се то представи као самоубиство.
Међутим, према наводима потомака, он је сахрањен по црквеним правилима, тако да се ова теорија о самоубиству, може одбацити.

## Остало
У другој књизи ВИДОВ-ДАН, на страни 58 објављена је ова фотографија и следећи текст:
“Наша слика представља моменат повратка првог посланика краљевине Срба, Хрвата и Словенаца,
код швајцаског Савезног Већа д-ра Милутина Јовановића са свечане предаје акредитива.
У његовој су пратњи војни аташе п. пуковник Мих. Ненадовић и његов помоћник мајор Пет. Е. Јуришић,
оба витези Карађорђеве звезде са мачевима“.
Других података о витезовима Ненадовићу и Јуришићу није било, па нека и ова кратка забелешка у часопису Видов-дан подсети читаоце на имена и ликове ова два витеза.
У његовом родном месту, повело се питање о преименовању улице Нова 18, која би понела његово име.